# شهرستان زاویالوفسکی (سرزمین آلتای)
شهرستان زاویالوفسکی (به لاتین: Zavyalovsky District) یک منطقهٔ مسکونی در روسیه است که در سرزمین آلتای واقع شده‌است.